# Mihaela Ursuleasa
Mihaela Ursuleasa (27 septembre 1978 – 2 août 2012) est une pianiste et interprète roumaine.

## Biographie
Née à Brașov en Roumanie le 27 septembre 1978, Mihaela Ursuleasa commence l'étude du piano dès l'âge de cinq ans.
Récompensée au Concours international de piano Clara-Haskil, elle donne par la suite des récitals dans de nombreuses grandes villes comme Amsterdam, Cologne, Vienne, Zurich, Paris ou encore New York. La pianiste s’est également produite avec Les Violons du Roy, dans Beethoven, en 2007 à Lanaudière et en 2010 à Québec, au Canada.
En 1995, elle est lauréate du concours international de piano Clara-Haskil. En 2010, elle reçoit la récompense musicale Echo pour son premier album intitulé Piano & Forte et diffuse son second album, Romanian Rhapsody en 2011.
Ursuleasa a été retrouvée morte dans sa demeure à Vienne, en Autriche le 2 août 2012 ; elle était âgée de 33 ans,. Elle aurait succombé à une hémorragie cérébrale à la suite d’une rupture d’anévrisme. Elle avait prévu seize concerts jusqu’à la fin de 2012 en Europe et en Amérique latine.

## Discographie
- 1988 - Concerto pour piano no 3, op.37 de Beethoven. Electrecord – ST-ECE 03589[5].
- 2009 - Piano & Forte ; Ludwig van Beethoven : 32 Variations en do mineur, WoO 80 ; Johannes Brahms : Trois Intermezzi, op. 117 ; Maurice Ravel : Gaspard de la nuit ;  Alberto Ginastera : Sonate pour piano no 1, op. 22 ; Paul Constantinescu : Joc Dobrogean ; BERLIN Classics (Edel), 001654 2BC, cod  (EAN 0782124165420)
- 2011 - Romanian Rhapsody ; George Enescu : Rhapsodie roumaine no 1, op. 11,1 ; Paul Constantinescu : Suite pour piano ; Franz Schubert : Trois Pièces pour piano, D. 946 ; Béla Bartók : Deux Danses roumaines, op. 8a, Sz. 43, Rhapsodie pour violon et piano no 2 Sz. 90 ; BERLIN Classis (Edel) 001664 2BC